# Терпандр
Терпандр — давньогрецький поет, один із жителів Спарти, який народився на острові Лесбос у місті Антісса (за іншими — Кум або Арн), (друга половина VII ст.до.н. е.). Засновник грецької класичної музики та ліричної поезії, еолійської і дорійскої. Працював у Спарті. Місцем діяльності Терпандра була Спарта, куди він за вказівкою дельфійського оракула був покликаний для придушення народного безладу. Один з перших відомих в історії грецьких співаків і музикантів. Збільшивши кількість струн у лірі з чотирьох до семи, тим самим привівши до появи повної гами тонів, Терпандр зробив великий поштовх до розвитку мелосу (мелічна лірика). Спарта стала колискою мелічної поезії. Тут з'явилися мелодії на честь богів, які називалися номами. Мелічні пісні виконувалися або сильно, або хором, що поєднував ритмічні звуки з ритмічними рухами. Терпандрові належить і ряд сколій, але на жаль до нас дійшов лише один уривок.
Як кіфарист чотири рази був переможцем на Піфійских іграх. Переказ згадує також про чотири перемоги, здобуті ним на піфійських іграх в Дельфах. У ритміці і метриці Терпандр не дав нічого нового: він надавав перевагу гекзаметру, хоча в уривках його віршів зустрічаються й інші розміри, наприклад, подовжені спондей і дактілотрохеі.
Великий внесок у розвиток мелосу зробили молодші сучасники Терпандра Каон, творець авлодичних номів, тобто пісень, що виконувалися під звуки флейти або авлоса (духового інструмента, подібного до кларнета), Фалет, який надав спартанським військовим танцям мирного характеру і почав писати хорові пісні.